# Adrian Trevor Cole
Adrian Trevor »King« Cole, avstralski častnik, vojaški pilot in letalski as, * 19. junij 1895, Melbourne, † 14. februar 1966, Melbourne, Avstralija.  	
Maršal Cole je v svoji vojaški karieri dosegel 10 zračnih zmag. 

## Napredovanja
- junij 1916 - Second Lieutenant (Podporočnik)
- avgust 1917 - Captain (Stotnik)
- 1925 - Wing Commander (Podpolkovnik)
- januar 1935 - Group Captain (Polkovnik)
- 1939 - Air Commodore (Brigadir)
- oktober 1942 - Air Vice marshal (Generalmajor)

## Odlikovanja
- Distinguished Service Order (DSO)
- Military Cross (MC)
- Distinguished Flying Cross (DFC)